# Cyrielle Peltier
Cyrielle Peltier (* 30. März 1992 in Le Mans) ist eine ehemalige französische Squashspielerin.

## Karriere
Cyrielle Peltier begann ihre professionelle Karriere in der Saison 2010 auf der PSA World Tour und gewann auf dieser einen Titel. Ihre höchste Platzierung in der Weltrangliste erreichte sie im November 2015 mit Rang 51.
Mit der französischen Nationalmannschaft nahm sie 2014 an der Weltmeisterschaft teil und belegte den sechsten Platz. Bei Europameisterschaften wurde sie 2014 und 2015 mit der Mannschaft Vizeeuropameisterin. Ihr bestes Abschneiden bei Europameisterschaften im Einzel erzielte sie 2010 und 2014 jeweils mit dem Einzug ins Achtelfinale.

## Erfolge
- Vizeeuropameisterin mit der Mannschaft: 2014, 2015
- Gewonnene PSA-Titel: 1